# Teatro Koreja
Il Teatro Koreja è una compagnia teatrale di Lecce, nata nel 1985 ad Aradeo.

## Storia
Il primo nucleo del Teatro Koreja si costituisce nel 1985 ad Aradeo con il nome di Campo d’azione teatrale. Il termine Koreja è una forzatura dal dialetto grico in cui koreya vuol dire "movimento circolare" che a sua volta deriva dal greco antico χορεια. Il termine è inoltre presente in uno degli scritti di Jerzy Grotowski in cui  una koreja vuole dire precisamente tre in uno: danza, musica, canto.
Sin dagli esordi la compagnia è diretta da Salvatore Tramacere, attore e regista formatosi accanto a importanti personalità del teatro internazionale come Eugenio Barba, Iben Nagel Rasmussen, Cesar Brie, Silvia Ricciardelli e Pina Bausch.
Il primo gruppo, operativo dal 1983 al 1998, promuove e organizza in collaborazione con enti pubblici il Festival Internazionale "Aradeo e i teatri", che ospita artisti nazionali e internazionali. Sin dall'inizio Koreja svolge la sua attività proponendosi come centro di produzione, ricerca e promozione teatrale rivolta ad un vasto pubblico.
In collaborazione con l'Ente teatrale italiano e con gli enti locali organizza, sin dal 1991, il cartellone teatrale nella città di Lecce "Strade Maestre", un progetto di promozione teatrale rivolto alle aree disagiate del Paese.
Nel 1998 Koreja sposta la propria sede a Lecce nella periferia della città, nel quartiere Borgo Pace. Qui compra e ristruttura a proprie spese una ex fabbrica di mattoni, trasformandola in una casa del teatro: i Cantieri Teatrali Koreja.
Nel 2003 i Cantieri Teatrali Koreja sono riconosciuti dal Ministero per i Beni e le Attività Culturali come "Teatro Stabile d'Innovazione" del Salento per la ricerca e la sperimentazione, a conferma della vocazione produttiva e di un forte radicamento sul territorio.
Nel 2015 i Cantieri Teatrali Koreja vengono riconosciuti dal Ministero dei Beni Culturali come "Centro di Produzione teatrale di sperimentazione e di teatro per l'infanzia e la gioventù", unico in Puglia.
Dal 2017 il teatro ha un comitato scientifico composto da Eugenio Barba, Nicola Savarese e Franco Perrelli. 

## Cantieri Teatrali Koreja
I Cantieri Teatrali Koreja sono la sede del Teatro Koreja dal 1998. Lo stabile, la cui proprietà è stata acquisita dai soci della Cooperativa Koreja, è un'ex fabbrica di mattoni completamente rinnovata che si estende su un'area complessiva di 3000 mq. Il progetto di ristrutturazione è stato realizzato in collaborazione con l'architetto romano Luca Ruzza. I Cantieri dispongono di due sale teatrali, una di 203 posti, l'altra di 98 per ospitare spettacoli di teatro, danza e musica.
Nel 2007 l’archivio di Koreja ha ottenuto dal MiBACT la dichiarazione di interesse storico ed è diventato uno spazio per la consultazione pubblica di atti istitutivi, carteggi, copioni teatrali, manifesti, foto di prova e di scena, audio e videocassette e rassegna stampa. Nel 2016 è iniziato il processo di digitalizzazione dell'archivio cartaceo e video di proprietà del teatro attraverso il progetto Digital Library della Regione Puglia.

## Le produzioni
Le prime produzioni nascono all’interno del Castello Tre Masserie di Aradeo quando ancora il nome scelto dalla nascente compagnia era Campo d'Azione Teatrale, ispirato dalle campagne intorno al castello. Tra i primi spettacoli: Dovevamo Vincere (1985) con la regia di Cesar Brie, Quattro stagioni (1986) e Summertime (1986).
Dal 1999 Koreja inizia un percorso di ricerca rivolto al teatro musicale producendo diversi spettacoli. In collaborazione con il Teatro La Fenice e la Biennale di Venezia produce America, ispirato al romanzo di Franz Kafka. Del 2000 è Acido fenico, spettacolo scritto da Giancarlo De Cataldo e con la partecipazione in veste di attori-musicisti dei Sud Sound System. Della stessa ricerca sul teatro musicale fa parte Brecht's Dance (2001), produzione nata con la collaborazione musicale di Raiz e Pier Paolo Polcari degli Almamegretta.
Tra le maggiori produzioni di Koreja vi sono Giardini di Plastica (1996, riallestito nel 2006) vincitore del Premio speciale "Festival Grand Prize" - Isfahan Theater in Iran, Il Pasto della Tarantola (2004, riallestito nel 2013) realizzato in coproduzione con Silvio Panini e Koiné Teatro Sostenibile, Paladini di Francia (2008) vincitore del premio Eolo come Migliore Spettacolo 2009 e Premio Associazione Critici del Teatro 2009.
Nel 2007 Koreja avvia un workshop nella città di Smederevo in Serbia con l'obiettivo di approfondire il rapporto e lo scambio tra la cultura rom e quella serba. Il risultato è uno spettacolo coprodotto con il Centar Za Kulturu di Smederevo dal titolo BRAT (Fratello), Cantiere per un'opera rom, vincitore del Premio Internazionale Teatro dell'Inclusione "Teresa Pomodoro" 2010.
L'attenzione al teatro d'inclusione e allo scambio tra culture prosegue nel 2012 con La Parola Padre spettacolo con la regia di Gabriele Vacis che vede in scena sei donne (provenienti da Italia, Macedonia, Bulgaria e Polonia) che si incontrano, si scontrano e raccontano i loro rapporti coi padri, quelli della loro vita, della loro patria e della loro storia. Lo spettacolo vince il Premio Migliori Attrici non Protagoniste all'"XI International Theatre Festival Apollon" di Fier, in Albania e il Premio "Adelaide Ristori" al Mittelfest 2014.
Del 2014 è Kater i Rades. Il Naufragio (2014) un'opera da camera co-prodotta con la Biennale di Venezia con le musiche originali di Admir Shkurtaj e il libretto di Alessandro Leogrande.
Nel 2017 vengono prodotti gli spettacoli: GUL – uno sparo nel buio, una co-produzione con Naprawski (Svezia), che vede nuovamente la collaborazione di De Cataldo ed è dedicata al misterioso omicidio nel 1986 del primo ministro svedese Olof Palme, e Frame, spettacolo ispirato all’immaginario del pittore americano Edward Hopper per la regia di Alessandro Serra.
Dal 2002 ad oggi, ogni anno viene realizzato in diversi comuni della provincia di Lecce Il Teatro dei Luoghi Festival, una rassegna internazionale con spettacoli di teatro, danza, musica, performing arts, incontri e installazioni urbane. Il Festival ospita numerose produzioni italiane ed estere, in particolare dai Paesi del bacino del Mediterraneo e della regione balcanica.